# Obenthalt
Obenthalt ist eine kleine Ortschaft (Lieu-dit) in der Gemeinde Helperknapp, Kanton Mersch, im Großherzogtum Luxemburg.  

## Lage
Obenthalt liegt am Berg Helperknapp. Hier kreuzen sich die beiden Straßen CR 116, CR 114 und CR 115. Nachbarorte sind im Norden Grevenknapp und im Süden Bruch.

## Allgemeines
Obenthalt besteht aus wenigen auseinanderliegenden Gebäuden und ist von Wald, Feldern und Wiesen umgeben.